# Łukasz Moreń
Łukasz Moreń (ur. 1 czerwca 1986 w Warszawie) – polski badmintonista. 

## Kariera
Wychowanek Wilgi Garwolin (trener Jolanta Brzeźnicka). Zawodnik klubów; Piast-B Słupsk, SKB Suwałki.

## Osiągnięcia
- 2011 złoty medal Międzynarodowych Mistrzostw Szwajcarii (gra podwójna)
- 2012 Złoty medal Turnieju Międzynarodowego "Polish Open"
- 2013 złoty medal Międzynarodowych Mistrzostw Bułgarii
- 2013 złoty medal Międzynarodowych Mistrzostw Holandii
- 2014 złoty medal Turnieju Międzynarodowego "White Nights"
- 2014 uczestnik Mistrzostw Świata w grze podwójnej mężczyzn[1].

Wielokrotny medalista Mistrzostw Polski
- w grze podwójnej mężczyzn (2006, 2008, 2009, 2011, 2012, 2015, 2016)
- w grze pojedynczej mężczyzn (2009)
- w grze mieszanej (2014)